# Australiseiulus dewi
Australiseiulus dewi är en spindeldjursart som beskrevs av John Stanley Beard 1999. Australiseiulus dewi ingår i släktet Australiseiulus och familjen Phytoseiidae. Inga underarter finns listade.